# 国鉄マニ30形客車

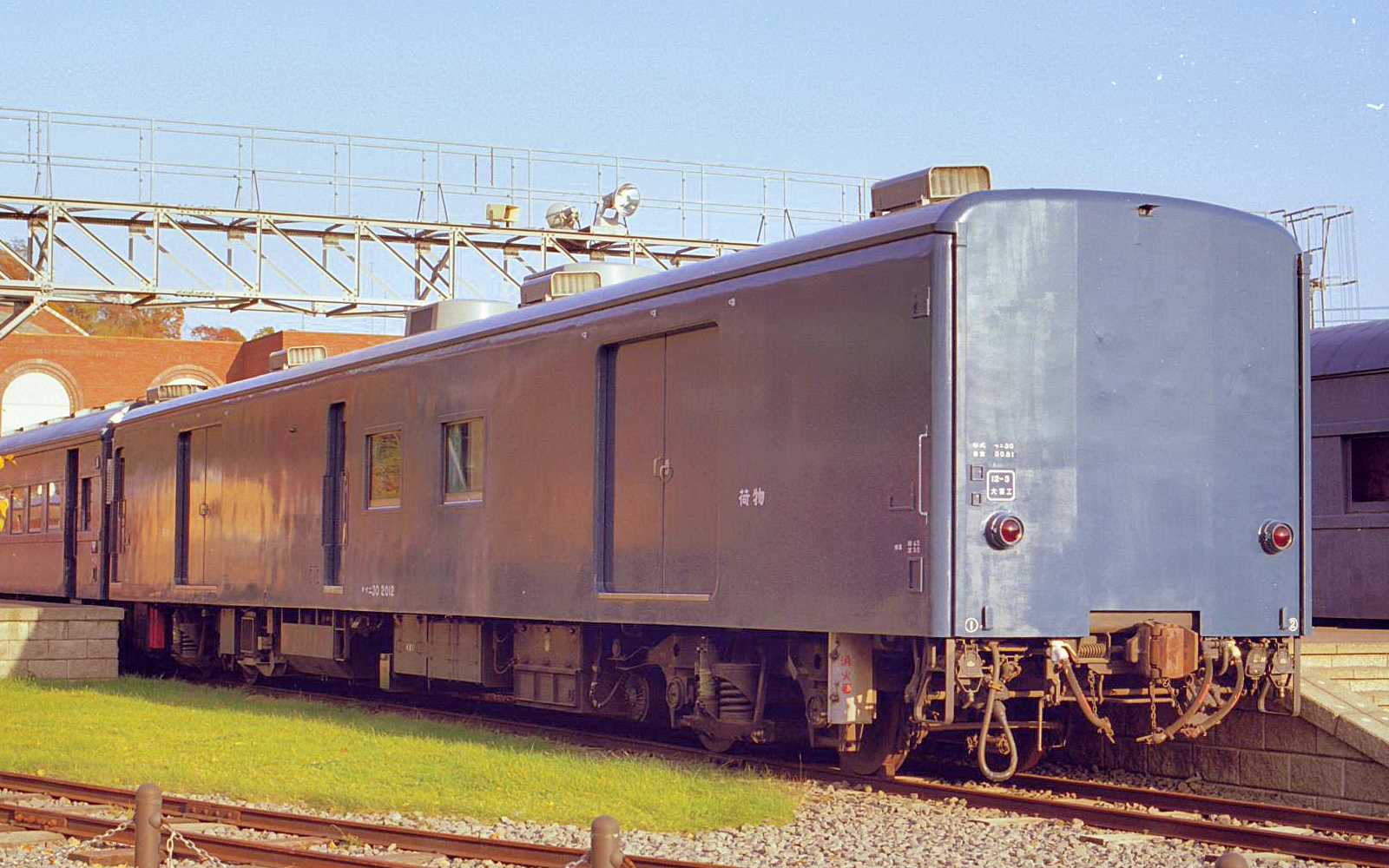
マニ30 2012 （小樽市総合博物館・2005年11月撮影）前位妻面にはテールライトのみ設置される

国鉄マニ30形客車（こくてつマニ30がたきゃくしゃ）は、運輸省鉄道総局及び日本国有鉄道（国鉄）に車籍を有した荷物車の一形式である。通称はマニ車。

## 概要
太平洋戦争後のインフレーションの影響で発行量・流通量が著しく増大した紙幣（日本銀行券）を日本銀行各支店に円滑かつ確実に輸送する目的で製造された。国鉄に車籍を置くが所有者は日本銀行で、権利関係は他の私有車両と同様である。
新製当初より荷物列車や客車列車などに連結され、「銀河」「ニセコ」などの急行列車に併結する運用もあった。1986年11月1日国鉄ダイヤ改正での荷物列車全廃以降はコンテナ車等の高速貨物列車に併結され、翌1987年4月の国鉄分割民営化では6両全車の車籍を日本貨物鉄道（JR貨物）が継承した。JR移行後も引き続き高速貨物列車に併結されて使用されたが、2003年の日銀券鉄道輸送終了に伴い用途がなくなり、2004年までに在籍6両全てが除籍された。
輸送品目の性質上、本車の運用や存在は公開されることや鉄道雑誌で取り扱われることはなく、国鉄在籍車両の一覧である「輛数表」にも掲載されなかった（後述も参照）。
なお、現金輸送中は多くの場合、機関車の次位(機次)に連結される運用であった。また、荷役時には荷物扉周囲を天幕で覆い、鉄道公安職員や警察官を配置するなど万全の警備対策がとられていた。

## 構造
1948年にマニ34形として製造された6両（マニ34 1 - 6 → マニ34 2001 - 2006 → マニ30 2001 - 2006）と、これの老朽代替用に1978年から1979年にかけて製造された6両（マニ30 2007 - 2012）の2種が存在する。両者は車内の構成や設備等は概ね共通であるものの、外観的には全く異なる。

### 車体
いずれの車両とも、前位から順に荷物室・警備員（＝鉄道公安職員・鉄道警察隊員）添乗室・荷物室・車掌室が配置される。
中央に警備員添乗室を設け、その前後に荷物室を配置する。この配置は一般の荷物車より護送便郵便車の室内配置に類似する。
出入台・妻面貫通路は車掌室のある後位のみに設けられる。前後の荷物室部分には窓がなく、このため前位の妻面は後部標識灯以外なにも設置されない特異な形態である。

### 車内設備
車両中央の警備員添乗室には各種監視設備・寝台設備・洗面所（便所）を設けるほか、添乗する警備員の長時間勤務に対応し小規模な台所と食事用テーブルを併設する。添乗室の側窓には 18 mm 厚の防弾ガラスを用い、銃器などを使用した襲撃に備える。車内監視カメラの映像は、本車のみならず編成中の他車車掌室からも確認が可能である。
両側の荷物室は一般の荷物車と異なり、保安上の理由から荷物扉を含め窓を一切設けていない。同様の理由から、車掌室と荷物室の間仕切りには通路がなく、相互の行き来はできない。床面は積載品目の関係上、一般の荷物車が用いる簀子張りを廃し、平板とされた。

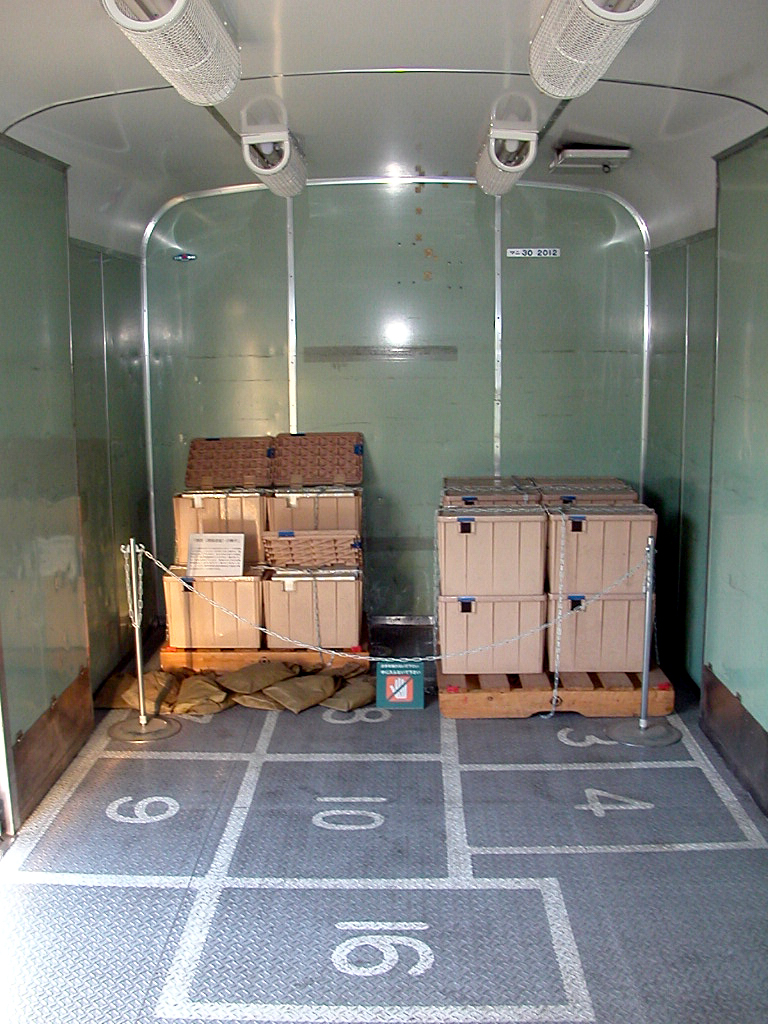
荷物室 前後の車両との行き来はできない（マニ30 2012）
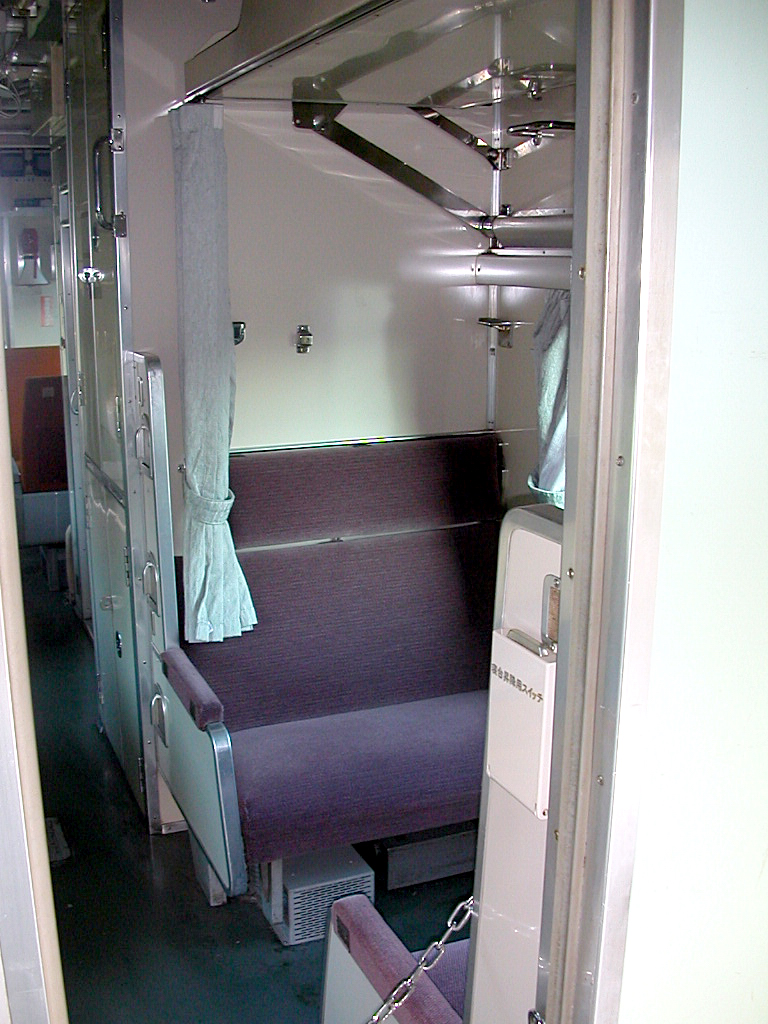
警備員添乗室の寝台兼用座席 オロネ14形客車と同様の構造（マニ30 2012）
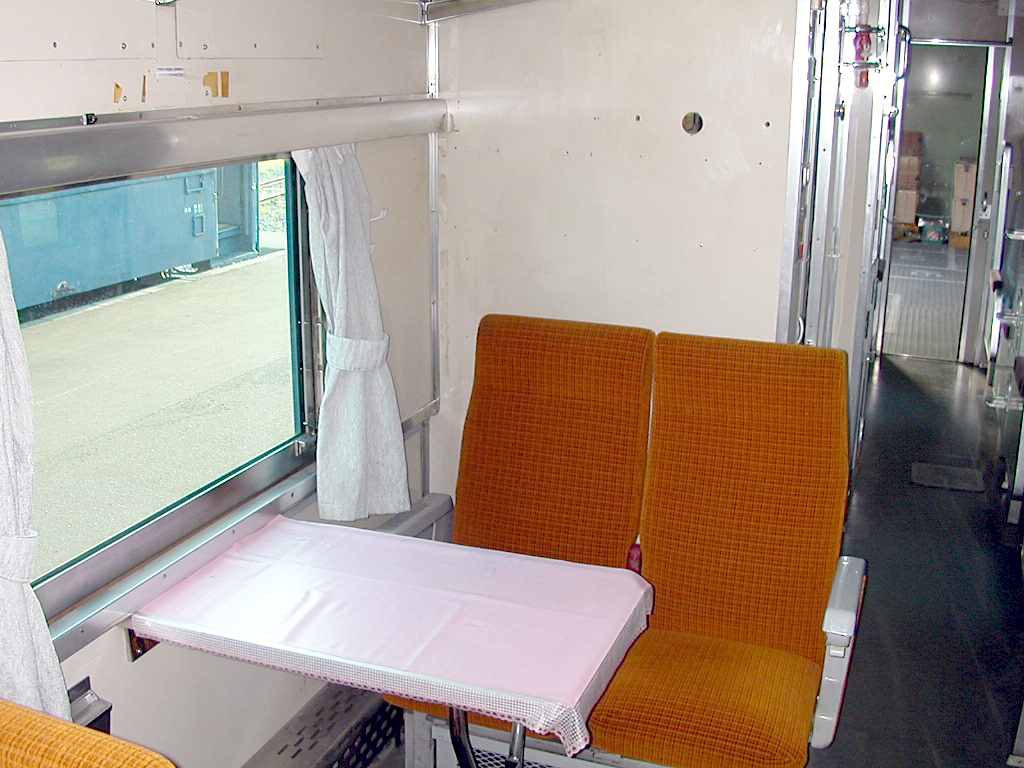
警備員添乗室 通路が後方の荷物室に通じる（マニ30 2012）
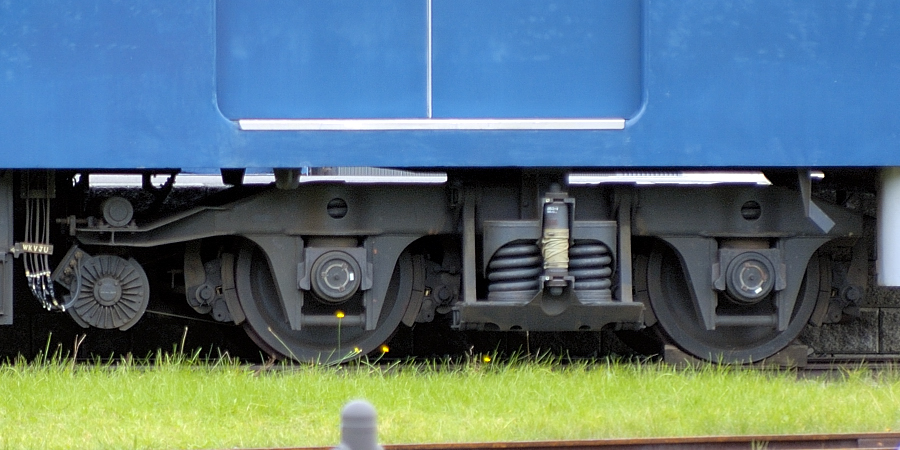
TR230B形台車（マニ30 2012）

## 形式別概説

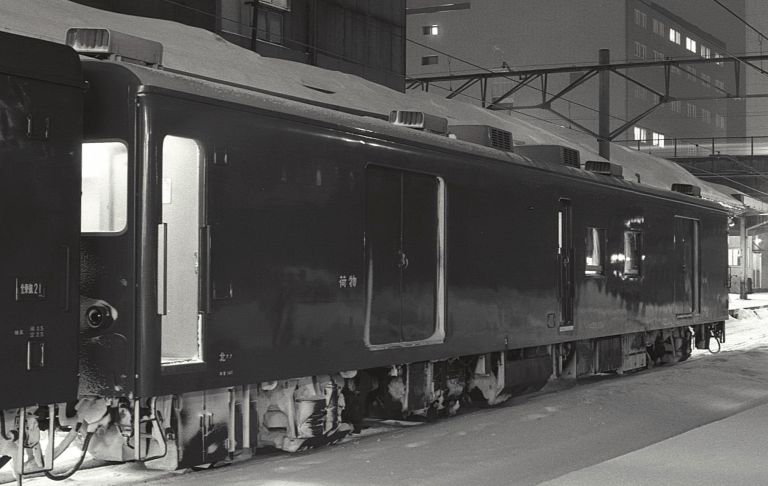
マニ30 2011　車掌室側から見る

マニ34形（1 - 6 → 2001 - 2006）
1948年に日本車輌製造、帝國車輛工業で6両が製造された。オハ35形後期形に類似の半切妻（折妻）形の車体形状で、荷物扉は1,000mm幅の電車用プレスドアを、窓を鋼板で塞いだうえで流用した。警備員添乗室には3段式寝台を設置する。荷重は 14t、外部塗色はぶどう色1号、台車はTR23Aである。
1954年、大船工場で警備員添乗室の3段寝台をリクライニングシートに改造した。
1962年、荷物扉を2,000mm幅の両開き式に改造し、外観が大きく変化する。
1964年、大船工場で冷房化改造と近代化改造を施工した。冷房装置AU21とディーゼル発電機を床下に設置、自重増加のため荷重は 11t に減少した。
その後全車に電気暖房を設置し 2001 - 2006 に改番されたが、1970年にマニ30 2001 - 2006 に改番され形式消滅した。
マニ30形（2001 - 2006）
1970年にマニ34形を改番した車両で、積載荷重は 13t に変更されている。老朽化のため後継の 2007 - 2012 に置き換えられ、1981年までに廃車された。
マニ30形（2007 - 2012）
マニ30 2001 - 2006の 置換用として、1978年 - 1979年に日本車輌製造で6両が製造された。車両番号は在来車の続番ではあるが、車体形状は50系客車に準じた構造に一新され、外観は全く異なる。車体長がマニ50形より1300mm伸びたため、軽量化の観点から車体は50系客車の鋼製とは異なり耐食アルミ合金とされた。
室内配置はマニ30 2001 - 2006と同様、前位から順に荷物室・警備員添乗室・荷物室・車掌室が配置される。
車掌室側妻面はオハフ50形類似の折妻形である。窓のない2000mm幅両開きの荷物扉、貫通路も窓もない前位側妻面などは共通の特徴である。
警備員添乗室はオロネ14形に準じる自動昇降装置付きのプルマン式2段寝台が設置される。
添乗員室部分の屋根上には分散形冷房装置 AU13AN を2台設置し、床下のディーゼル発電機で駆動する。荷重は 14t、外部塗色は青15号、台車は50系客車と同様の TR230B を使用する。

## 運用
東京では尾久客車区や隅田川貨物駅、大阪では宮原客車区に配置された。主に急行旅客列車に併結されたが、荷物列車や普通列車に併結されたこともあった。現金輸送時は日本銀行から警備の人員が乗り込んだが、担当者は2日前に「＊＊駅に行け」としか伝えられず、また乗車中は荷物室の鍵を持っていなかった時代もあった。車両の定期検査は大宮工場が担当していた。
荷物列車の全廃後も引き続き使用され、JR貨物への継承後も高速貨物列車に併結されていたが、JR貨物がコキ100系コンテナ貨車で組成した高速貨物列車が最高速度110 km/hであるのに対し、本形式の最高速度は95 km/hであることが制約となり、1992年（平成4年）から自動車での輸送への切り替えが始まり、2003年（平成15年）の鉄道輸送終了により用途がなくなり、2004年（平成16年）に全車廃車され形式消滅した。

## 保存車
- マニ30 2012 - 小樽市総合博物館（鉄道・科学・歴史館）

## マニ30形存在秘匿にまつわる逸話
本形式の存在については当初「外見は記載していいが具体的な形式は規制」だったらしく、早くもマニ34（後述のように形式名は出てこないが外見より）の時期に『鉄道模型趣味』第12号（1949年5月号）PrototypeGuide（68-69頁）で「紙幣運搬用荷物車」名義で寸法図面付きで紹介されているものの、紹介文末尾に「さてこの形式を何としようと云う段になって大さわぎ、下手にはっきり書いて機関銃でもブッ放されてはかないません。そんなわけですから洵に々々申し兼ねますが、この形式だけは何とかごかんべんを願います。」と記述されて形式名が書かれていない。
また、次の書籍および会誌には本形式が掲載されている。
- 星晃・卯之木十三・森川克二『客車・貨車ガイドブック』誠文堂新光社、1965年。ASIN B000JADTT0。
- 『客車形式図』日本国有鉄道、1966年。
- 朝日新聞社 編「マニ34」『世界の鉄道 '71』朝日新聞社、1970年10月14日、p53頁。ASIN B000J9VFV0。
- 『RAIL FAN』、鉄道友の会。-- 1978年（昭和53年）に新造されたマニ30をブルーリボン賞にノミネートした。

ところがブルーリボン賞のノミネート直後の1978年（昭和53年）になると国鉄は『客車形式図』（国鉄発行）から本形式の掲載をしなくなった。
1979年（昭和54年）に刊行された『コロタン文庫51 鉄道時刻表全百科』（鉄道友の会東京支部編。小学館）では、郵政省所有の郵便車が存在することに関連して、簡単に「日本銀行所有の現金輸送車が存在する」事実がある旨が紹介されるにとどまり、具体的な形式名や写真の記述はなかった。
「Rail Magazine」が本形式の模型製作記事を図面付きで掲載したところ、日本銀行の関係者に読者がおり、名取紀之編集長が日本銀行から呼び出され事情聴取を受けたことがある。同社が毎年発行している「JR車両ハンドブック」にも、「日本銀行の所有車でありJRの車両ではない」として掲載されなかった。『とれいん』の編集長も国鉄関係者から本形式について掲載しないように要請されたという。国鉄部内でも本形式の運行について知っている職員は、ごく少数であった。
「鉄道ジャーナル」では、1978年（昭和53年）7月号巻末の編集後記に「マニ30は（略）“現ナマ輸送車”」との記述がある。同年8月号の「列車追跡」では急行荷物列車が取り上げられ、取材時の編成にマニ30 2001が組み込まれていたが、こちらには現金輸送車との記述はない。
「鉄道ファン」1982年（昭和57年）10月号の荷物列車の特集記事中の写真に本形式が写りこんでいた。ただし、当時現役で活躍していた荷物車全形式を紹介している記事中に本形式に関する記述は一切なかった。
1990年代に全盛期だったパソコン通信NIFTY-Serve内に開設されていた「鉄道フォーラム」においても、マニ30の存在について触れる事は会員規約違反とされていた。